# Novi čas (vestnik)
Novi čas je bil vestnik Osvobodilne fronte in narodnoosvobodilne borbe za Štajersko in Koroško, ki je izhajal od leta 1944 do 1945. 
List so poimenovali po štirinajstdnevniku, ki je od leta 1932-1933 izhajal v Prekmurju. Po raznih poskusih snovanja glasil NOB na Štajerskem se je poleti 1944 Aleš Bebler zavzel za izdajanje dnevnika: to se ni posrečilo, a je vseeno v tem letu izšlo 30 številk Novega časa. Urednika sta bila Janez Hribar in Vinko Hafner. Leta 1945 je izšlo še 5 številk, aprila 1945 pa je začel v Murski Soboti pod okriljem delegacije Slovenskega narodnoosvobodilnega sveta za Prekmurje izhajati dnevnik z enakim naslovom, ki ga je urejal Ferdo Godina.